# Georges-Patrick Gleize
Œuvres principales
- Le Temps en héritage
- Le Chemin de Peyreblanque
- Le Forgeron de la liberté
- La Vie en plus
- Un brin d'espérance
- Le Sentier des pastelliers
- Le Destin de Marthe Rivière
- L’Auberge des Myrtilles
- Rue des Hortensias Rouges
- Une nuit en Juin
- La fille de la fabrique
- Pas plus tard que l'aurore
- Les Poilus Ariégeois dans la Grande Guerre (ouvrage collectif)
- Le Serment des Oliviers
- Le Vent de la jeunesse
- Quelques pas dans la neige
- Les noisetiers du bout du monde
- Le crépuscule des justes
- Même les pierres ont une histoire
- Ces Ariégeois qui ont fait l'histoire
- La montagne des autres
- Coupe rase
- La Dernière Traque
- Comme une odeur de gentiane
- Les oubliés de l'histoire en Occitanie

Georges-Patrick Gleize est un écrivain français né à Paris le 20 février 1952.

## Biographie
Né à Paris en février 1952, fils de la comédienne Andrée Laberty, Georges-Patrick Gleize est originaire d’une vieille famille de souche ariégeoise. Il a fait des études secondaires classiques au lycée Pierre-de-Fermat à Toulouse poursuivies par des études supérieures de lettres et d'Histoire à l'Université de Toulouse Jean-Jaurès jusqu'à obtention d'un DEA d'histoire méridionale. Agrégé d'histoire, spécialiste des sociétés rurales du Sud de la France, sa carrière de professeur l'amène à enseigner successivement au lycée d'Aiguillon en Lot-et-Garonne, à Dunkerque dans le Nord, puis au lycée Jean-Favard à Guéret, en Creuse, où il anime notamment un BTS tourisme avant de revenir s'installer en Ariège en 1991 où il enseigne à Pamiers au lycée du Castella jusqu'à sa retraite en 2016.
Après des publications professionnelles sur le tourisme vert et une biographie de Charles de Gaulle soldat, Georges-Patrick Gleize suit une session à  l'Institut des hautes études de défense nationale (1999), puis il se tourne vers la littérature générale et publie un premier roman, Le Temps en héritage, paru chez Éditions Albin Michel en 2002. Dès lors, il publie régulièrement aux éditions Albin Michel un roman d'histoire chaque année, prenant pour cadre les Pyrénées et le grand Sud. Il aborde des thèmes variés comme l'arrivée des néoruraux avec La vie en plus, la résistance et ses trahisons avec L'auberge des myrtilles, le monde du textile dans les années trente avec Un brin d’espérance, l’émancipation des femmes au XXe siècle avec Le destin de Marthe Rivière ou le monde des passeurs avec Une nuit en juin. En décembre 2009, il est élu à l'académie des arts, lettres et sciences de Languedoc.
En 2013, Georges-Patrick Gleize change d'éditeur et publie, désormais sous la direction de Jeannine Balland, chez Calmann-Lévy La Fille de la Fabrique, un polar rural et historique dans le monde des faienciers. Abordant des thématiques aussi variés que celle de l'honneur perdu, les secrets de famille, l’identité avec Le crépuscule des justes , la reconstruction des blessés de la vie avec Quelques pas dans la neige ou les brûlures de l'histoire, il publie un roman par an aux Éditions Calmann-Lévy. Il aborde ainsi le thème de l’émigration italienne dans l'Entre-deux-guerres avec Le vent et la jeunesse , l’évolution d'une famille de hobereaux au XXe siècle avec Même les pierres ont une histoire. Membre de la commission pour la célébration du centenaire de la Grande guerre, il participe à l'histoire des Poilus ariégeois et se penche sur ces Ariégeois qui ont fait l'histoire. Après un cycle consacré à l'intrigue policière avec La Montagne des autres, Coupe Rase et La dernière traque , un thriller haletant qui plonge le lecteur au cœur des Pyrénées ariégeoises, Georges-Patrick Gleize s’intéresse ensuite au thème de la vengeance avec Comme une odeur de gentiane, un roman qui plonge le lecteur dans les lendemains de la guerre d’Algérie. En parallèle en octobre 2024, il publie Les oubliés de l'histoire en Occitanie, une série de cinquante courtes biographies d'Occitans célèbres et injustement oubliés.